# Оберзалцберг
Оберзалцберг (на немски: Obersalzberg) е планинско място за уединение, разположено над град Берхтесгаден в Бавария, Германия, който се намира на около 120 km югоизточно от Мюнхен, близо до границата с Австрия. Оберзалцберг е най-известен като местоположението на планинската резиденция на Адолф Хитлер, Бергхоф, близката чайна Mooslahnerkopf (и двете разрушени), и Орловото гнездо (Kehlsteinhaus).